# Rancho Santa Margarita (San Diego)
El Rancho Santa Margarita (en inglés: Santa Margarita Ranchhouse) es un rancho histórico ubicado en Camp Pendleton, California. El Rancho Santa Margarita se encuentra inscrito  en el Registro Nacional de Lugares Históricos desde el 06 de mayo de 1971. 

## Ubicación
El Rancho Santa Margarita se encuentra dentro del condado de San Diego en las coordenadas 33°18′36″N 117°20′25″O / 33.31, -117.340278.